# Carlos Jarque Uribe
Pour les articles homonymes, voir Jarque et Uribe.
Carlos M. Jarque Uribe, né à Mexico, est un économiste et homme politique mexicain. Il est actuellement[Quand ?] représentant de la Banque interaméricaine de développement (BID) en Europe et Israël, et conseiller principal du président de la BID.

## Biographie
Carlos Jarque est diplômé de l’université Anahuac du Mexique en sciences avec une spécialisation en science actuarielle. Il possède, par ailleurs, un diplôme de troisième cycle et un master délivré par la London School of Economics and Political Science, a suivi une formation de deuxième cycle en planification et politique économique, et possède un doctorat en économie de l’Australian National University et un diplôme de post-doctorat délivré par l’université d’Harvard. En outre, le Dr Jarque a été professeur à l’Australian National University et professeur invité à l’université d’Harvard.
Il a reçu la médaille A. Quetelet et la médaille Benito Juárez et a obtenu un doctorat honoris causa de l’université Anahuac en 2006. Carlos Jarque a commencé sa carrière au sein de l’Administration publique, tout d’abord en tant que responsable du département d’Études économiques de Teléfonos de Mexico en 1982, puis en tant que chef des statistiques du Mexique, chargé de la direction des systèmes d’information statistique sociale et économique du pays. Au niveau international, il a été président de la Commission statistique des Nations unies et en 1987 devint directeur de l’Institut international de statistique (ISI).
Entre 1989 et 1999, Carlos Jarque a été président de l’Institut national de statistique et géographie (INEGI). Durant son mandat, il a dirigé la conception et la mise en œuvre d’un programme qui, en l’espace de cinq ans, a permis de moderniser le Système d’information géographique et statistique du Mexique, a mené huit campagnes nationales de recensement et a rempli la fonction de responsable du Plan du Mexique pour la transition informatique de l’an 2000 (Y2K). Il a, de plus, dirigé la définition et exécution du programme de développement de la Technologie informatique au Mexique. Durant la période 1995-2000, il a par ailleurs été secrétaire au Plan national de développement du Mexique, lequel a constitué le Programme de gouvernement du président Ernesto Zedillo, puis secrétaire pour le Développement social, poste qu’il a occupé jusqu’à la fin du mandat présidentiel en décembre 2000. Par la suite, de janvier 2001 à décembre 2005 il a occupé le poste de directeur du département de Développement durable de la Banque interaméricaine de développement, puis de décembre 2005 à janvier 2007 celui de secrétaire de la BID. Actuellement il est le représentant de la BID en Europe et en Israël ainsi que le conseiller principal du président de la BID.